# Hamish Bowles
Hamish Bowles (* 23. července 1963 Londýn) je anglický módní novinář.
Studoval módní žurnalistiku na Saint Martin's School of Art v Londýně. V letech 1984 až 1992 pracoval pro britskou verzi magazínu Harper's Bazaar a následně působil v americké edici časopisu Vogue. Od roku 1995 je editorem jeho evropské verze. V roce 1998 vystupoval v televizním filmu Love Is the Devil: Study for a Portrait of Francis Bacon, v němž ztvárnil výtvarníka Davida Hockneyho. V roce 2006 měl malou cameo roli ve filmu Marie Antoinetta. Také se objevil ve filmu Debbie a její parťačky, kde ztvárnil sebe sama (stejně jako v jedné epizodě seriálu Girls). Vystupoval také v několika dokumentárních filmech o módě. V roce 2001 byl kurátorem výstavy Jacqueline Kennedy and the White House Years v newyorském Metropolitním muzeu.